# 警察職員
警察職員（けいさつしょくいん）は、広義では警察に所属する国家公務員・地方公務員の総称。警察官のほか、皇宮護衛官、警察庁事務官、警察庁技官などを含む。地方公務員である都道府県警察職員を地方警察職員という。一部の都道府県警察では、狭義として警察官以外の事務職員のみを「警察職員」と称する場合がある。

## 分類
分類すると、次のようになる。
- 警察庁の職員（国家公務員）[4]
  - 警察庁警察官
  - 皇宮護衛官
  - 警察庁事務官・警察庁技官・その他
- 都道府県警察の職員[5]
  - 地方警務官（国家公務員） - 都道府県警察の職員のうち、警視正以上の階級にある警察官[6]
  - 地方警察職員[2]（地方公務員）
    - 警察官たる地方警察職員
    - 警察官以外の地方警察職員

## 定員

### 警察職員の定員とその内訳
令和2年度（2020年4月 - 2021年3月）時点の警察職員の定員とその内訳を次に示す。
- 警察職員 296,412人（内訳：警察官 262,178人、皇宮護衛官 932人、警察官・皇宮護衛官以外の職員 33,302人）
  - 警察庁の職員 7,995人
    - 警察庁警察官 2,179人
    - 皇宮護衛官 932人
    - 警察庁事務官・警察庁技官・その他 4,884人

  - 都道府県警察の職員 288,417人（内訳：警察官 259,999人、警察官以外の職員 28,418人）
    - 地方警務官 630人
    - 地方警察職員 287,787人
      - 警察官たる地方警察職員 259,369人
      - 警察官以外の地方警察職員 28,418人

### 警察庁
令和2年度（2020年4月 - 2021年3月）時点の警察庁の定員を、次の表に示す。警察官は、警察庁の定員の27.3%を占めるにすぎないのに対し、事務官・技官などは、61.1%を占める。事務官・技官は、地方機関（管区警察局・警察情報通信部）に多く配置されており、警察庁長官を始めとする警察庁本庁の主要な職や地方機関の幹部は、警察官が占める。
|                        |                        | 警察官 | 皇宮護衛官 | 事務官・技官・その他 | 合計  |
| ---------------------- | ---------------------- | ------ | ---------- | -------------------- | ----- |
| 内部部局（警察庁本庁） | 内部部局（警察庁本庁） | 1,441  | 0          | 1,092                | 2,533 |
| 附属機関               | 警察大学校             | 71     | 0          | 117                  | 188   |
| 附属機関               | 科学警察研究所         | 6      | 0          | 122                  | 128   |
| 附属機関               | 皇宮警察本部           | 0      | 932        | 40                   | 972   |
| 地方機関               | 地方機関               | 661    | 0          | 3,513                | 4,174 |
| 合計                   | 合計                   | 2,179  | 932        | 4,884                | 7,995 |

### 警視庁
警視庁の定員を次に示す（令和2年度）。定員の93.5%を警察官が占める。地方警務官は、警視庁警察官全体の0.184%にすぎない。
- 警視庁の職員 46,581人（内訳：警察官 43,566人、警察官以外の職員 3,015人）
  - 地方警務官 80人
  - 地方警察職員 46,501人
    - 警察官たる地方警察職員 43,486人
    - 警察官以外の地方警察職員 3,015人

## 任免
警察職員の任免については、警察法に次のように規定されている。
- 警察庁の職員
  - 警察庁長官 - 国家公安委員会が内閣総理大臣の承認を得て、任免する[10]。
  - 警察庁長官以外の職員 - 警察庁長官が任免する[11]。
- 都道府県警察の職員
  - 地方警務官
    - 警視総監 - 国家公安委員会が東京都公安委員会の同意を得た上、内閣総理大臣の承認を得て、任免する[12]。
    - 警視総監以外の地方警務官 - 国家公安委員会が都道府県公安委員会の同意を得て、任免する[13][14][15]。

  - 地方警察職員 - 警視総監または警察本部長が都道府県公安委員会の意見を聞いて、任免する[15]。

## 警察官以外の地方警察職員
警察官以外の地方警察職員について、全国的に統一された呼び方はない。都道府県警察により、次の呼び方が使われている。
- 警察一般職員[16]
- 警察行政職員[17][18]
- 警察事務職員[19]
- 警察職員[3]

警察官以外の地方警察職員は、警察通信、鑑識、広報、会計、施設管理、統計、窓口業務などを担当する。警察官職務執行法、刑事訴訟法、少年法、道路交通法などに定められた警察官の権限（武器の使用、捜査、交通取締など）を行使することはできない。警視総監・警察本部長、警察署長などの職は、警察官をもって充てることが警察法に定められている。警察官には公安職の給料表が適用されるのに対し、警察官以外の警察職員には行政職の給料表が適用される。警察官と異なり、採用試験では身体基準や体力検査がなく、警察学校では武道の訓練がない。職員団体を結成することや職員団体に加入することが許されないのは、警察官と同じである。